# Pecluma plumula
Pecluma plumula är en stensöteväxtart som först beskrevs av Alexander von Humboldt, Amp; Bonpl. och Carl Ludwig Willdenow, och fick sitt nu gällande namn av Michael Greene Price. Pecluma plumula ingår i släktet Pecluma och familjen Polypodiaceae. Inga underarter finns listade.

## Bildgalleri

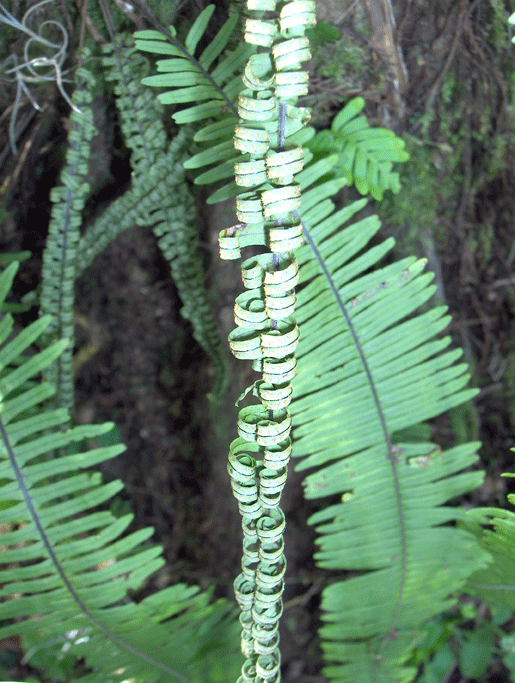
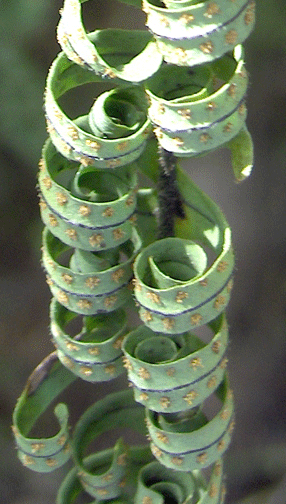
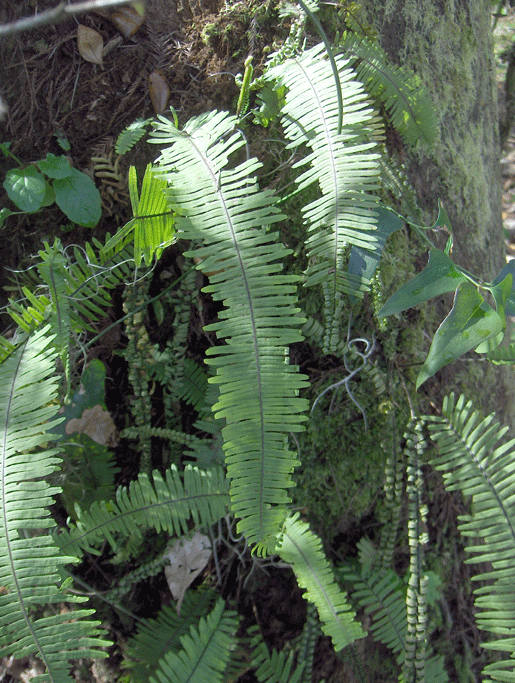